# Collix haploscelis
Collix haploscelis là một loài bướm đêm trong họ Geometridae.